# 成宮いろは
成宮 いろは（なりみや いろは、1987年6月8日 - ）は、日本のAV女優。株式会社ML所属。

## 略歴・人物
東京都出身。趣味は映画・舞台鑑賞。特技は料理。
2015年7月、タカラ映像専属女優としてAVデビュー。デビュー当時は28歳だったが、デビュー作の意向で逆サバで10歳年上の38歳としてデビューした。現在は実年齢を公表している。
騎乗位を得意としている 。
スカパー!アダルト放送大賞2016で「熟女女優賞」を受賞した。
デビュー以前はエステ系の仕事に従事していた。
初体験は18歳。20代半ばに年上男性にハプニングバー等に連れていかれ、相互鑑賞やスワッピングを経験する内に性への好奇心のスイッチが入った。
2歳の頃からオナニーっぽいことをしていた記憶がある。オナニーをする時は、鏡に映してするのが好き。
2019年からは夕刊フジで『教えて！いろは先生』という悩み相談の連載を行っていた。ルックスにあどけなさがあることから、「ロリ系熟女」の異名も持つ。
AVライターのくろがね阿礼は「見せ方のうまさはトップクラス」、「見られているうちに自分も興奮してくるというエロい女性の教科書のようなレジェンド」と批評している。

## 出演作品

### アダルトDVD
2015年
- 専属妻 38歳AVデビュー（7月23日、タカラ映像）
- ネトラレーゼ 妻をリフォーム会社の青年に寝盗られた話し（8月27日、タカラ映像）
- 美尻奥さま騎乗位狂い（9月24日、タカラ映像）

- 中坊時代の担任を、同窓会だと偽って、犯しまくった教え子達。（10月22日、タカラ映像）
- 濃厚不倫妻の告白（11月26日、タカラ映像）
- ネトラセーゼ 先代から働いている従業員達に妻を寝盗らせる話し（12月10日、タカラ映像）

2016年
- お義父さんあそこが疼いてしょうがないんです…。（1月14日、タカラ映像）
- 愛してるあなたへ。本当は… 〜お隣の旦那さんに慰めてもらってるの〜（2月25日、ながえスタイル）
- 人妻宅飲み卑猥サービス始めました（2月25日、セレブの友）
- 修学旅行のバスの中で男子校生のお願いを断れず優しい騎乗位でこっそり中出しさせてくれたガイドさん（3月5日、ナチュラルハイ）他出演:結月せいら、中里美穂、安あいり
- 素人奥様 すぐに破れるラップ越しに童貞くんと素股で筆下ろし体験してみませんか?（3月5日、アイエナジー）他出演:川越ゆい、綾瀬みおり、星崎みゆう、西条沙羅
- 「おばさん看護師の入浴介助スペシャル 濡れた透けパン尻を見せられヘソにつくほど勃起した禁欲青年チ○ポは射精を我慢できない!」 VOL.1（3月5日、DANDY）他出演:高嶋亜美、宮本紗央里、羽田璃子、中島京子
- 夫に内緒で他人棒SEX 「実は主人の精液も飲んだことないんです」 30歳すぎて初めての精飲 涙を流してチ○ポを欲しがる上品妻 ちひろさん36歳（3月5日、コスモス映像）※「ちひろ」名義
- 変態M女連れ輪姦し羞恥調教（3月18日、upson）
- イケメンの友達がほろ酔い状態の女の子を僕の部屋に連れて来た!女に無縁の僕にはそれだけで大興奮なのに超過激でHな王様ゲームが始まっちゃって… 巨乳若妻編（4月4日、お夜食カンパニー）他出演:五十嵐しのぶ、横山みれい、彩咲もも香
- 母娘を拉致して拘束した母親の前で娘をレイプ!「娘を妊娠させられたくなかったら『私(母親)の中に出してください!』と言え!」と母親には無理矢理中出し懇願させて、お望み通り娘の前で母親に中出し!当然、約束を守る訳も無く娘にも中出ししてヤリました!!（4月7日、アパッチ）他出演:なごみ、水城奈緒、早瀬ありす、五十嵐しのぶ ほか
- 裏切りと背徳 不倫妻の深き愛欲生活（4月25日、ながえスタイル）
- 私は小さな町の不動産屋の事務員 7（4月25日、セレブの友）
- 経験豊富な優しい素人人妻が最高の童貞筆おろし 5（5月12日、アイエナジー）他出演:日々乃さとみ、二宮和香、柴崎ひかる、美泉咲
- バイト感覚で応募してきた自称Mのシロウト女を押入れ監禁ナマ調教! 自堕落マ●コを拘束して責め続けられたら女たちは生チ●ポを自ら受け入れるのか?（5月13日、SCOOP）他出演:西条沙羅、川越ゆい、星崎みゆう
- 超プレミア級と噂されているアノ特典ブツの裏側を独占スクープ! モザ無しで局部のカタチがパックリくっきり!愛の汁付きおマ○コ直貼りテープ作成に協力してくれる女の子たちは素でこんなにHが大好きだった!（5月13日、SCOOP）他出演:瀬奈まお、椿かなめ、西条沙羅、木下寧々、一条リオン、葵千恵、七瀬ひとみ、羽月希、川瀬麻衣 ほか
- お色気P●A会長と悪ガキ生徒会（5月19日、グローリークエスト）
- マッサージで感じちゃった僕。 【番外編】 〜裏メニューのある極上マル秘サロン（5月25日、アロマ企画）他出演:仁美まどか、岡本希
- 性欲を持てあました義理の姉さんと僕 出産直前の妻の目を盗んで…（5月25日、マドンナ）
- 絶対に中出しできない不倫カップルで検証!若い男と不倫するおばさん妻にセックス中に必ず破けるコンドームを使わせたら中出しまでしてしまうのか?（5月26日、DANDY）他出演:児玉るみ ほか
- 湯けむり近親相姦 母子入浴交尾（6月1日、ヴィーナス）
- 「『夫の浮気が許せない…』昼間からホロ酔いのワケありおばさんは少しの優しさと勃起チ○ポで中出しまでヤれる」 VOL.1（6月9日、DANDY）他出演:江波りゅう ほか
- ○袋人妻ヘルスの新人研修に密着! 素股講習中にご無沙汰マ○コが擦れすぎて気持ちよくなってしまった奥様たちは入れちゃダメなんですよねといいつつ他人棒の膣内初挿入を拒めない!! 2（6月10日、SCOOP）他出演:柴崎ひかる、二宮和香、日比乃さとみ、美泉咲
- 人妻ナンパ中出しイカセ 22 豊洲編（6月10日、ホットエンターテイメント）他出演:嶋村杏里、乾優奈、藤井あいり ほか
- 人妻炎情 〜葛藤の中で燃え上がる背徳交尾〜（6月10日、オルガ）
- 着替える義母 デカ尻パンチラに欲情した息子（6月20日、スターパラダイス）他出演:吾妻静香、黒崎潤
- 一般男女モニタリングAV マジックミラーの向こうには愛する旦那! 街行く素人奥様が絶対イカせてもらえない寸止め焦らし体験! 「もうイカせてください…」 極限まで寸止めされ絶頂欲求が高まった清楚妻おま○こ! すぐそばに旦那がいても目の前のデカチ○ポを求めてしまい挿入された瞬間にのけ反り即イキ無限絶頂!（6月23日、ディープス）他出演:神波多一花、栞菜まなみ、羽田璃子
- 凄指技のオイルの女神（6月25日、アロマ企画）
- 新・腰ふり騎乗位 4 咥え込んだら離さない女たち（6月25日、アロマ企画）他出演:南希海、逢月はるな、聖菜アリサ、みづなれい、瀬奈まお
- 位牌のまえで… りょうじょく通夜（6月25日、ながえスタイル）
- 感度が上がる媚薬飲まされ、あっという間にイってしまう悶絶美熟女オイルマッサージ 7（6月30日（レンタル）/7月8日（セル）、LEO）他出演:七原あかり、神谷秋妃
- 彼女の母が生姦ペット 娘の彼氏に中出しをねだる人妻（7月1日、光夜蝶）
- 膝上25cmのタイトミニ、気持ちよすぎる腿コキ 7（7月13日、アロマ企画）他出演:望月さくら、辻井ゆう、南希海、七瀬ひとみ、白桃心奈、星空もあ
- ヘンリー塚本 おんな 110分間の猥褻図画(とが) 色っぽい女・好きそうな女・おいしい女（7月13日、FAプロ）他出演:江波りゅう、白鳥寿美礼、中島京子、汝鳥すみか、春原未来、黒木小夜子、乙葉ななせ
- うまなみの兄にめろめろにされた弟嫁（7月14日、タカラ映像）
- インテリおばさんと下着泥棒（7月20日、スターパラダイス）
- 地方のおばさんの方言ぐちゅグチュ手コキ（7月20日、アテナ映像）他出演:安立ゆうこ、華月さくら、宮前奈美、東城佳苗、松坂美紀
- 突然パンチラで挑発されてこっそりシゴいちゃった僕。 その11（7月25日、アロマ企画）他出演:あおいれな、桜ちなみ、里美まゆ、南希海、瀬奈まお
- 寝取られの館 〜ダッチワイフにされた妻〜（7月25日、ながえスタイル）
- 成宮いろはでござひます8時間（7月28日、タカラ映像）※総集編
- ちょんの間の熟女 地方で噂の人気熟女をこっそり盗撮してみました 乙ノ巻（7月28日、タカラ映像）他出演:葉月奈穂、渡瀬りょう、望月優子、上島美都子、服部圭子、水元恵梨香、黒田礼子、楠由賀子、米沢澄礼、沖田奈々、杉原えり
- 若妻ベランダ痴漢（8月19日、アパッチ）他出演:青葉優香、涼川絢音、折原ほのか、本真ゆり
- オナホール訪問販売員のおばさん 19（8月20日、スターパラダイス）他出演:司杏子、市川蘭、黒崎潤、松坂美紀、富岡亜澄
- かくれんぼパンチラ レボリューション 身動き取れない彼女のアソコをこっそりお触り!感じちゃった彼女はその後…!?（8月25日、アロマ企画）他出演:神波多一花、なつめ愛莉、前田のの、伊藤果夏、春日部このは
- 百合浪漫譚 〜遊女レズビアン〜（9月1日、U&K）共演:神ユキ
- もう老人しか愛せない 〜特別拡大版〜（9月1日、ながえスタイル）他出演:たかせ由奈、碧しの ※AV OPEN 2016 ドラマ・ドキュメンタリー部門 エントリー作品
- 爆尻爆乳妻に羞恥すぎる面接(卑劣)こずるすぎる脅迫(涙) スーパーの人妻たち 西荻◎エ▽店長のプライベート映像 Part.2（9月7日、桃太郎映像出版）他出演:西村ニーナ、塚田詩織
- イジメっ子の母親に復讐輪姦制裁 いじめっ子への復讐を誓った僕たちはいじめっ子の自宅に押しかけ無理矢理母親を輪姦してヤリました!（9月7日、アパッチ）他出演:二階堂ゆり、日比乃さとみ、水城奈緒
- 家事代行おばさんのピタパン尻に我慢できずにバックからねじ込むデカチン即ハメ! 「旦那がいるから…」 断られても強引にイカせるイケメンの高速ピストン口説きSEXを完全収録!! 魅惑の若チ○ポに心奪われたデカ尻妻が旦那では味わえない連続絶頂合計41回!（9月8日、ディープス）他出演:彩奈リナ
- AJOI 究極の完全主観オナニーサポートDVD 8 Aromatic Jerk Off Instruction（9月13日、アロマ企画）他出演:春原未来、今宮なな、絢森いちか、大槻ひびき、葉山美空
- 若妻だらけの定時制高校! 2 イジメられ高校を退学したボクが夜間定時制高校に入学したら、クラスメイトがボクよりかなり年上の若妻だらけ!しかもみなさん現役高校生の僕が初々しくて可愛いようで前の学校とは一転まさかの人気者に! しかもしかも若妻さんたちは欲求不満のようでボクの事を誘惑してきたりして…（9月19日、Hunter）共演:綾瀬みなみ、二階堂ゆり、日比乃さとみ、水城奈緒、加納綾子、黒崎潤
- 「中出しだけは…」 犯した母に射精直前で嫌がられ半外!でも中に出したくて無理やり半中! 2（9月22日、ナチュラルハイ）他出演:葵千恵、加藤ツバキ
- 凄テクを駆使して旦那の部下を魅了する淫乱妻（9月22日、F&A）
- 愛する夫のために他人に身を捧げた美人妻（9月25日、マドンナ）
- もう老人しか愛せない 5（9月25日、ながえスタイル）他出演:碧しの
- ブルセラショップにやってきた素人妻 Vol.2（10月6日、F&A）他出演:羽田璃子
- しばられ 【嫁】下着、日用品で手足を縛り自由を奪い寝取る【辱め】（10月7日、桃太郎映像出版）他出演:今井ゆあ、宇野杏奈、瓜生ゆな、浅倉領花、玉城マイ
- 先生の甘ったるい唇（10月13日、ANNEX）
- 旦那の隣で夜這いされイキたくなくてもイってしまう欲求不満妻 Vol.4（10月20日、F&A）他出演:二階堂ゆり
- 「『おばさんで本当にいいの?』若くて硬い勃起角度150度の少年チ○ポに抱きつかれた看護師はヤられても本当は嫌じゃない」 ナチュラルハイVer.（11月10日、ナチュラルハイ）共演:神納花、水元恵梨香
- 隣人のデカマラ激ピストンに寝取られた欲求不満妻（11月10日、ヒビノ）
- お義母さん、にょっ女房よりずっといいよ…（11月10日、タカラ映像）
- 夢のマドンナ大共演!! 美熟女が行く一泊二日のレズ大乱交バスツアー!!（11月13日、マドンナ）共演:白木優子、佐々木あき、小早川怜子、二階堂ゆり、八ッ橋さい子、吹石れな、たかせ由奈、浅井舞香、円城ひとみ、宮下華奈、羽田璃子、水原さな、若槻みづな
- 失禁しながら他人棒でイキ狂う淫乱妻（11月25日、乱丸）
- 大胆おっぱい挑発! 美乳・巨乳コレクション!!（12月8日、アロマ企画）他出演:浜崎真緒、彩奈リナ、大場ゆい、加納綾子、里美まゆ、羽月希、早川瑞希、北川エリカ
- 妄想アイテム究極進化シリーズ THEボディジャック LEGACY 〜引きこもり歴10年ニートの魂が幽体離脱!女のカラダに憑依してエロエロ大暴走!!〜（12月8日、ROCKET）他出演:小早川怜子、あおいれな、尾上若葉、さちのうた
- ヘンリー塚本原作 人妻妊娠 あやまちの膣内発射!（12月13日、FAプロ）他出演:桐島秋子
- 指一本触れずに僕を発射へ追い込むお姉さんのエロい囁きとチラリズム その4（12月13日、アロマ企画）他出演:南希海、阿部乃みく、水原さな、Maika、大槻ひびき、波多野結衣、大場ゆい、市川彩香
- 息子の嫁（12月19日、マドンナ）
- ベッロベロのズッポズポ Vol.2（12月19日、ドグマ）
- 肉食系熟女がエッロい淫語でオナニーサポート（12月22日、ROCKET）他出演:有沢実紗、小早川怜子、眞ゆみ恵麻
- 五反田シルキータッチ M男くん大好きなお姉さんたちだけが在籍するお店（12月25日、アロマ企画）

2017年
- ノーカット撮影汗だく性交。 性交が始まると豹変し汗だくで貪欲に絶頂を求め続ける。（1月1日、TEPPAN）
- 熟シャッ!! 熟女を溺愛するカタチ（1月6日、ワープエンタテインメント）
- 「『おばさんを興奮させてどうするの?』全員ヤりまくりSPECIAL 青年チ○ポを押しつけられたおばさん看護師は嫌がりながらも本当は同僚に自慢したい!!」 VOL.1（1月6日、DANDY）共演:坂本すみれ、松うらら、黒羽みり、児玉るみ
- 母親のおかげでママ友と毎日エッチなことをしています。 ひきこもり息子の命令に絶対服従する母。 外に出たくないけど人一倍性欲がある息子の命令でAVをレンタルしに行かされたり、挙げ句の果てには手コキやフェラまでしてお世話をする母。息子の要求はどんどん過激になっていき…。遂に母はママ友たちを呼んでティーパーティーを開き、息子に指示された通りに睡眠薬を入れるまでに…。そして眠るママ友。そこに息子が現れて…。（1月7日、Hunter）他出演:平清香、桃瀬ゆり、湯本珠未、羽田璃子、葵千恵 ほか
- 突然出来たビッチな義母と真面目な義妹で3P! 父親の再婚でセクシー過ぎる義理の母と真面目でカワイイ義理の妹ができた!とにかく義母がエロすぎてパンチラ&胸チラ全開で毎日勃起しまくりの生活…。これはこれでラッキーだと思っていたら、そんなボクに気づいた義理の妹がボクを呼び出し「私、お兄ちゃんのこと好きなんだけど…」とチ○ポを触ってきたのです!今まで眼中に無かった義妹だけど、そんなことされれば当然興奮しまくり。義理とはいえ兄妹というのを忘れ盛り上がりエッチなことをしていたら、こっそり見ていた義母がやって来て、なんと「私の方が絶対気持ち良くできるよ」なんて緊急参戦でボクのチ○ポを奪い合う事態に!（1月7日、Hunter）他出演:日比乃さとみ、阿部乃みく、篠宮ゆり、神波多一花、逢沢るる
- 淫語で誘う寸止め焦らし痴女 〜僕を生殺しにして愉しむ彼女のお姉さん〜（1月7日、Fitch）
- 毎晩騒ぎ続ける隣人に犯されて…。（1月13日、マドンナ）
- 成宮いろはでござひます 下巻 8時間（1月19日、タカラ映像）※総集編
- 満員電車超密着 ノーピストン中出し痴漢（1月19日、アパッチ）他出演:宮沢ゆかり、成海さやか、日比乃さとみ ほか
- 町内会の温泉旅行に参加したら、欲求不満な奥様14人と男は僕1人だけ。（2月1日、マドンナ）共演:白木優子、佐々木あき、宮下華奈、浅井舞香、たかせ由奈、小早川怜子、八ッ橋さい子、吹石れな、若槻みづな、羽田璃子、水原さな、二階堂ゆり、円城ひとみ
- 『擦り付けるだけっていう約束でしょう!ダメ!絶対ダメ!本当に挿っちゃうからダメ!』 ヌルっと生挿入で結局抜かずの4連続中出し!! 童貞のボクは突然出来た美人で巨乳過ぎる義理の母に毎日欲情!!仕方が無いんです!! だって服がセクシー過ぎて胸の谷間やパンチラが日々、目に飛び込んでくるんですから!!18年間女っ気ゼロだったボクには刺激が強すぎて連日勃起です!!当然、毎日勃起していたらバレてしまいマズイと思ったけど全然勃起は収まらず童貞だという事を思い切って告白したら不憫に思った義母が「擦り付けるだけだったらいいよ」という約束で素股してもらって義母の股間がグチョグチョに濡れ始めてヌルっとうっかりチ○ポ挿入!!結局そのまま生挿入生中出し!! しかも4回も抜かずに出しちゃいました!（2月7日、Hunter）他出演:霧生ゆきな、夏希みなみ、二階堂ゆり ほか
- 子作りに悩む巨乳の義母が息子の勃起チ○ポを見て愛液ジワリ!あまりのたくましさに理性保てず旦那には絶対内緒の馬乗り逆夜這い!母性溢れるおっぱいを揺らしながら悶絶イキ!妊娠するまで何度も中出し! 2（2月10日、V&R PRODUCE）他出演:笹倉杏、北川エリカ、愛咲えな
- 人妻就職活動 〜恥辱のセクハラ面接〜（2月13日、マドンナ）
- 帰ってきた 人妻四畳半 むっちりすぎる 成宮いろは 39歳（2月15日、プラム）
- オイル女教師 ムッチリ尻が極太バイブ咥えて淫汁オイルまみれ!（2月19日、Be Free）
- 完全顔出しガチナンパ! 超極上清楚妻に童貞君の素股体験をお願いしたら、「旦那に悪いから…」といいつつま●こはトロトロ。うぶチ●ポに溺れ、生入れも拒まない最高の筆おろし! 〜白目絶頂、ビクビク痙攣、喘ぎデカすぎ、ドスケベセレブ妻編（2月10日、S級素人）他出演:桜咲姫莉、雨音わかな ほか
- 一般男女モニタリングAV マジックミラーの向こうには愛する旦那(=部下)! 清楚で美人な奥様が旦那の中年上司と初めての浮気生電話SEX! 愛する旦那と電話中に喘ぎ声を我慢しながら中出しまでできたら100万円! 声を出せない寝取られSEXの快感に連続絶頂が止まらない!!（2月19日、ディープス）※「ゆき」名義　他出演:ふゆみ、あかね、ななみ
- 下着ドロボウを誘惑する近所のオバサン（2月20日、ネクストイレブン）他出演:片瀬仁美、石野祥子
- 色仕掛けヒロイン戦闘員逆凌辱 超装戦隊マーシャルフォース編（2月24日、GIGA）
- 素人汁って素敵♥ 接吻とM男とザーメンをこよなく愛す痴女秘書の全汁飲み干し逆レイプ（3月3日、ドリームチケット）
- 何も知らずに撮影にやって来た人妻モデルは矯正下着の締めつけに困惑しながらも感じてしまいスタッフと強制セックスでイキまくる!（3月10日、MAGIC）他出演:横山夏希、真白蘭
- 生意気な妻は頼んで撮ったビデオで楽しむのがいいや…（3月10日、タカラ映像）
- 夜這いされ喘ぎ声を我慢しながら旦那の横で中出しまでされる人妻 6（3月16日、グローリークエスト）他出演:KAORI、一条綺美香、寺島志保、高嶋ゆいか
- マジックミラー号 寝取られ願望のある夫同士が互いの「お堅い妻」をダマして、マジックミラー号で夫婦交換 夫に見られているとは知らずに'他人チ○ポに欲情する妻'を隠し撮る (3月18日、SODクリエイト) 他出演:北川エリカ、笹倉杏、愛咲えな
- ザ・和姦2 犯された男に狂う妻 (3月25日、ながえSTYLE)
- はだかの奥様 (4月19日、KSB企画/エマニエル)
- 大衆ソープに堕ちた妻 (5月11日、タカラ映像)
- 艶尻未亡人、裾をまくり上げて声の出せない状態でデカマラ激ピストンに沈黙の昇天 (5月20日、ヒビノ)
- もしも…「成宮いろは」が○○だったら…。 (6月1日、プラネットプラス)
- 熟女レズ 誘惑と興奮 (6月7日、ルビー) 共演:高城彩
- エロ上戸 お酒を飲むと突然… (7月13日、タカラ映像)
- 口淫＆精飲大好き奥様のベロベロちゅうちゅう (7月20日、グローリークエスト)
- 母子姦 (9月7日、グローリークエスト)
- 愛する夫のため、私が一度だけ我慢すれば…夫の上司に、私は… (9月14日、ながえSTYLE) 他出演:若槻みづな

### イメージDVD
- Iroha 綺麗な熟女さんは好きですか?・成宮いろは（2015年9月10日、REbecca）

### Vシネマ
- バーン・オブ・ザ・デッド（2016年5月27日、ZENピクチャーズ）

### 成人映画
- 妻たちの宴 不倫痴態（2017年7月21日、オーピー映画） - 「中澤夏海」役（主演）
- 続・未亡人下宿? エロすぎちゃってごめんなさい♡（2018年4月13日、オーピー映画） - 「山口裕子」役
- パンチラ病院 お父さん大興奮!（2018年9月21日、オーピー映画） - 「岡野明美／並木玲子」役[9][10]
- 冷たい女 闇に響くよがり声（2018年10月12日、オーピー映画） - 「増田真亜子」役（主演）[11]
- 未亡人下宿？エピソード3　裏口も開いてます（2019年9月6日、オーピー映画）‐ 萬明美 役[12]
- 尻肉ライダー ぶっかけて青春!（2021年7月16日、オーピー映画）[13]
- まん開ヒールズ 女の魔剣と熟女のアソコ（2021年12月31日、オーピー映画）[14]

## 出演

### テレビ
- 男のザップ 生イキ! ジャンポケクルーズ（2016年6月2日、BSスカパー!）

### 映画
- 若熟女と家出娘 たっぷりハメて（2022年10月14日、オーピー映画）太田淳美役
  - たすけびと（2022年12月7日、オーピー映画）※R-15編集版

## 連載
- 教えて!いろは先生（2019年8月6日 - ） - 夕刊フジ

## 書籍

### 雑誌
- FLASH 2016年6月21日号（光文社） - 袋とじ「読者が決定! この総選挙なら、参院選より盛り上がる! 美熟女神7 ヘアヌード!」
- FLASH 2016年7月26日号（光文社） - グラビア
- 月刊DMM 2017年12月号（ジーオーティー） - インタビュー